# Nainital (huyện)
Huyện Nainital là một huyện thuộc bang Uttarakhand, Ấn Độ. Thủ phủ huyện Nainital đóng ở Nainital. Huyện Nainital có diện tích 3853 ki lô mét vuông. Đến thời điểm năm 2001, huyện Nainital có dân số 762912 người.